# Comuna Burdeakivți, Borșciv
Burdeakivți (în ucraineană Бурдяківці) este o comună în raionul Borșciv, regiunea Ternopil, Ucraina, formată din satele Burdeakivți (reședința), Dubivka și Zbrîj.

## Demografie
Componența lingvistică a comunei Burdeakivți
     Ucraineană (99,58%)
     Alte limbi (0,33%)
Conform recensământului din 2001, majoritatea populației comunei Burdeakivți era vorbitoare de ucraineană (99,58%), existând în minoritate și vorbitori de alte limbi.